# 江本勝
江本 勝（えもと まさる、1943年7月22日 - 2014年10月17日）は、日本の経営者。株式会社I.H.M.代表取締役、I.H.M.総合研究所（任意団体）所長、I.H.M.国際波動友の会（任意団体）代表。『水からの伝言』などの著作を通じて波動理論の普及に努め、自身の会社で波動測定器（MRA）を販売した。横浜市出身。

## 履歴
1943年7月22日、横浜市生まれ。横浜市立大学文理学部国際関係論学科（1995年に国際文化学部と理学部へ改組され現存しない）卒業。中部読売新聞社（現読売新聞中部支社）勤務などを経て1986年にインターナショナルヘルスメディカル（現・I.H.M.）を設立。
1989年、アメリカで開発されたMRA（Magnetic Resonance Analyzer、磁場共鳴分析器）の日本での独占販売権を得て、これを「波動測定器」と呼んで自らオペレータとなり、「波動」に関するビジネスを始める。
1991年、インドの非認定大学のオープン・インターナショナル・ユニバーシティより代替医療の“博士号”を受けたが、この大学は偽医療者をターゲットにして学位を売る詐欺的な大学で、後に閉鎖された。
1999年、『水からの伝言』を出版。海外でも出版され、アメリカ合衆国ではニューヨーク・タイムズのベストセラーリストに数カ月間ランクインした。江本は、本書について「ポエムであって科学だとは思っていない」と述べている。
2014年10月17日、肺炎のため死去。71歳没。同年12月には明治大学のリバティアカデミーオープン講座で「ガイア、この水と微生物の共鳴する世界」と題する講義が予定されていたが、9月までに中止となっていた。

## 人物
- 独自の波動理論について多くの著作を発表した[2]。江本の理論では、人間の意識から「愛の波動」や「ネガティブな感情の波動」が発せられると説明されており、科学的な波動とは異なる概念を提唱している[2]。
- 5分で雲を消すというトリック[11]に引っ掛かったり[12]、野生動物は死んだ瞬間に消えるという矢追純一の事実無根な主張[13]を真に受けたりと[14]、非科学的な話を信じ込み易い。
- 「神は我々を（中略）創造されたのであろう」「あらかじめ設計されてもいたのであろう」と、創造論の信奉を窺わせている[15]。

## 著書

### 単著
著書の多くは日本十進分類法で超心理学に分類されている。
- 『波動時代への序幕 秘められた数値への挑戦』　サンロード、1992年
- 『波動の人間学』　ビジネス社、1994年
- 『波動の真理 人間・地球・自然の未来のために』　PHP研究所、1994年
- 『波動と水と生命と 意識革命で未来が見える』　 PHP研究所、1995年
- 『波動革命 "新たな科学思考"が人類と地球を救う』　PHP研究所、1995年
- 『波動の幸福論 最先端科学が生み出す新しい哲学』　PHP研究所、1996年
- 『波動学のすすめ 新世紀思考への意識革命』　PHP研究所、1996年
- 『波動とは何か 科学と心の共鳴エネルギー』　PHP研究所、1996年
- 『甦る潜在記憶 新しい自分を求めて』　PHP研究所、1997年
- 『水からの伝言 世界初!!水の氷結結晶写真集 今日も水にありがとう』　波動教育社、1999年
- 『水からの伝言2』　波動教育社、1999年
- 『水は語る Water,it tells us precious things』　成星出版、2000年
- 『水は答えを知っている その結晶にこめられたメッセージ』　サンマーク出版、2001年
  - The Hidden Messages in Water, 2004.
- 『水は答えを知っている2』　サンマーク出版、2003年
- 『水は語る 魂をうつしだす結晶の真実』　講談社、2003年
- 『結晶物語 水が教えてくれたこと』　サンマーク出版、2003年
- 『水の「真」力 心と体のウォーター・ヒーリング』　講談社、2003年
- 『水が伝える愛のかたち』　徳間書店、2003年
- 『水と音楽癒しのメッセージ（DVDブック）』　講談社、2004年
- 『自分を愛するということ―水からの伝言 Vol.3』　波動教育社　2004年
- 『水は音楽を聴いている』　三笠書房、2004年
- 『水と音楽のことば（CD付）』　学習研究社、2004年
- 『水と音楽のおくりもの（CD付）』　学習研究社、2004年
- 『自分が変わる水の奇跡 「愛と感謝」の想いが前向きなエネルギーをつくる』　青春出版社、2005年
- 『水の癒し やさしさと元気が戻ってくる本』　青春出版社、2006年
- 『水からの伝言Vol.4 水はことばの鏡』　OFFICE MASARU EMOTO 2008年
- 『水宇宙からのメッセージ』　ビジネス社 2009年
- 『幸運を呼び込む、日本一使える波動の本』　ヴォイス、2010年
- 『水の預言　アセンションの鍵は水にあった』　ソフトバンククリエイティブ、2010年
- 『宇宙からのヒーリング信号は水が受け取っている』　徳間書店、2011年
- 『地球隠れ宮一万五千年のメッセージ 幣立神宮が発する日本の『超』中心力』　ヒカルランド、2011年
- 『水が答えた般若心経』　ソレイユ出版、2012年
- 『水が答えた日本の宗教』　ソレイユ出版、2012年

### 共著
- 菅原明子『波動の食品学』1995年。高輪出版社。
- ラビ・バトラ、呉春美『宇宙意識と波動 困難な時代の幸福の哲学』1995年。PHP研究所
- 村津和正『波動と歯臓の世界』2002年。九州口腔健康科学センター。
- デイビッド・アイク『さあ5次元の波動へ　宇宙の仕組みがこう変わります』2007年12月 徳間書店 ISBN 978-4198624460